# Melonycteris melanops
Melonycteris melanops is een vleermuis uit het geslacht Melonycteris die voorkomt in de Bismarck-archipel van Papoea-Nieuw-Guinea op de eilanden Dyaul, Long, Mioko, Nieuw-Brittannië, Nieuw-Ierland, Tolokiwa en Ulu. Deze soort is niet algemeen.
Melonycteris melanops is een opvallende kleine vleerhond met een oranje rug en een zeer donkere buik, met witte vlekken op de schouders. Naast de rug is ook de huid van de voeten, het hoofd en de vleugels roze. De staart is afwezig. Mannetjes zijn groter dan vrouwtjes. De kop-romplengte voor mannetjes bedraagt 102 tot 106 mm, de voorarmlengte 62,0 tot 64,6 mm, de tibialengte 28,0 tot 28,1 mm, de oorlengte 16,1 tot 19,0 mm en het gewicht 60 tot 61 g. Voor vrouwtjes is de kop-romplengte 85,7 tot 95,5 mm, de voorarmlengte 59,0 tot 63,0 mm, de tibialengte 25,0 tot 27,7 mm, de oorlengte 14,1 tot 17,0 mm en het gewicht 39 tot 47 g (gebaseerd op twee mannetjes en vijf vrouwtjes uit New Britain en New Ireland).